# Bernau (Bockhorn)
Bernau ist ein Ortsteil der Gemeinde Bockhorn im Landkreis Erding in Oberbayern. 

## Geografie
Die Einöde liegt 4,5 Kilometer südlich von Bockhorn. 

## Verkehr
Eine Gemeindestraße führt in Richtung Schwarzhölzl. Die Bahnstrecke München–Simbach verläuft 200 m südlich.